# Dikij mёd
Dikij mёd (Дикий мёд) è un film del 1966 diretto da Vladimir Aleksandrovič Čebotarёv.